# Яцинська сільська рада
Яцинська сільська́ ра́да — колишній орган місцевого самоврядування в Путивльському районі Сумської області. Адміністративний центр — село Яцине.

## Загальні відомості
- Населення ради: 528 осіб (станом на 2001 рік)

## Населені пункти
Сільській раді підпорядковані населені пункти:
- с. Яцине
- с. Іванівське
- с. Нова Шарпівка
- с. Стара Шарпівка

## Склад ради
Рада складається з 12 депутатів та голови.
- Голова ради: Мозгова Ніна Володимирівна
- Секретар ради: Макогонова Тетяна Вікторівна

### Керівний склад попередніх скликань
| Прізвище, ім'я, по батькові | Основні відомості                                                 | Дата обрання | Дата звільнення |
| --------------------------- | ----------------------------------------------------------------- | ------------ | --------------- |
| Мозгова Ніна Володимирівна  | Сільський голова, 1964 року народження, освіта вища, позапартійна | 26.03.2006   | 31.10.2010      |
| Мозгова Ніна Володимирівна  | Сільський голова, 1964 року народження, освіта вища, позапартійна | 31.10.2010   |                 |

Примітка: таблиця складена за даними сайту Верховної Ради України